# Steindachnerina biornata

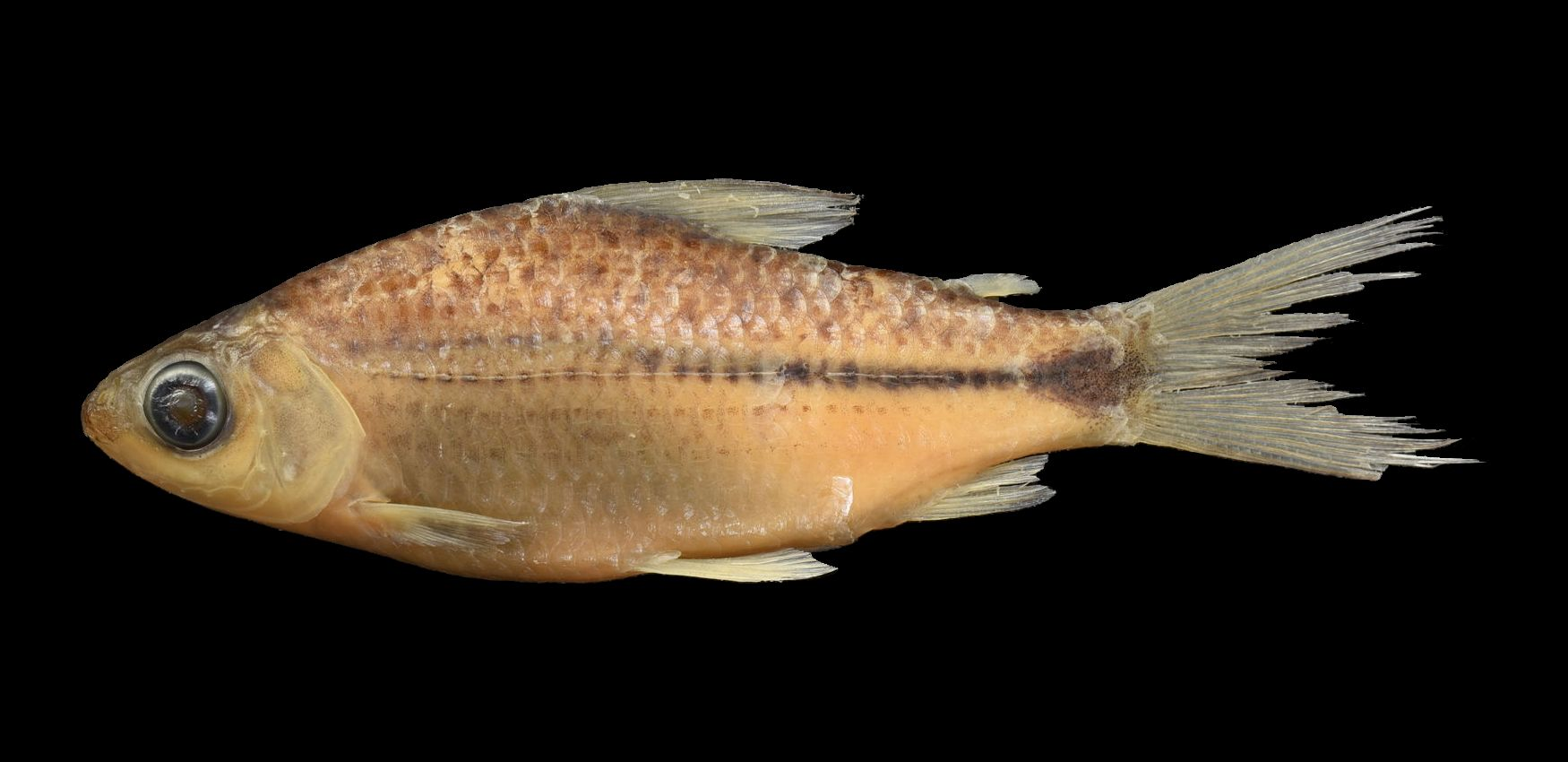
Steindachnerina biornata

Steindachnerina biornata es una especie de peces de la familia Curimatidae en el orden de los Characiformes.

## Morfología
Los machos pueden llegar alcanzar los 18,8 cm de longitud total y 98,7 g de peso.

## Hábitat
Vive en zonas de clima templado.

## Distribución geográfica
Se encuentran en Sudamérica: ríos costeros de Rio Grande do Sul (Brasil), Uruguay río Uruguay en Santa Catarina (Brasil) y ríos  Paraná y  Paraguay .